# 수소위원회
수소위원회(Hydrogen Council)란 수소 경제 관련 글로벌 CEO 협의체로, 2017년 1월 17일 세계경제포럼 개최 기간에 설립되었다.